# Patrick Moerlen
Patrick Moerlen (* 15. Februar 1955 in Fleurier) ist ein ehemaliger Schweizer Radrennfahrer.

## Sportliche Laufbahn
Moerlen war im Strassenradsport aktiv. Als Amateur belegte er 1979 in der Internationalen Friedensfahrt den 49. und 1980 den 58. Rang. In der Tour de l’Avenir 1983 wurde er 19. der Gesamtwertung.
1981 wurde er Berufsfahrer im Radsportteam Sem-France Loire-Campagnolo und blieb bis 1984 als Radprofi aktiv. In der Tour de l’Avenir 1983 wurde er 19. und gewann eine Etappe. 1984 holte er einen Etappensieg in der Mittelmeer-Rundfahrt. Die Tour de France bestritt er dreimal. 1981 wurde er 78., 1982 83. und 1984 96. der Gesamtwertung. In der Tour de Suisse wurde er 1981 53., 1983 58. und 1984 24. im Endklassement. Im Rennen der UCI-Strassen-Weltmeisterschaften 1981 schied er aus. In den Rennen der Monumente des Radsports war der 42. Platz im Rennen Paris–Roubaix 1982 sein bestes Resultat.